# Pelargonium carneum
Pelargonium carneum är en näveväxtart som beskrevs av Nikolaus Joseph von Jacquin. Pelargonium carneum ingår i släktet pelargoner, och familjen näveväxter. Inga underarter finns listade i Catalogue of Life.